# Easton (Pennsylvanie)
Pour les articles homonymes, voir Easton.
Easton est une ville du Commonwealth de Pennsylvanie, dans le nord-est des États-Unis. D'après le recensement de 2010, la ville compte 26 800 habitants. Elle appartient à l’aire métropolitaine d'Allentown-Bethlehem-Easton. 

## Histoire
La ville a été fondée en 1752 et est l'une des trois villes où la Déclaration d'indépendance des États-Unis a été officiellement lue en 1776 ; les deux autres villes étant Philadelphie et Trenton.
On y trouve le Lafayette College, créé en 1826, l'une des plus anciennes universités d'arts libéraux des États-Unis.

## Personnalités liées à la ville
- Jack Coleman - acteur
- Larry Holmes, boxeur, y a passé son enfance.
- Daniel Dae Kim - acteur
- Lisa Ann, actrice.
- Kathryn E. Granahan (1894-1979), femme politique
- Helen Beebe, orthophoniste et enseignante y naît et meurt.

## Source
- (en) Cet article est partiellement ou en totalité issu de l’article de Wikipédia en anglais intitulé « Easton, Pennsylvania » (voir la liste des auteurs).